# Арц фон Штрауссенбург, Артур
Артур Арц фон Штра́уссенбург (нем. Arthur Arz von Straußenburg, 16 июня 1857, Германштадт, Трансильвания — 1 июля 1935, Будапешт, Венгрия) — австро-венгерский полководец, генерал-полковник (1918). Барон Венгерского королевства (1917).

## Юность и начало службы
Артур Арц фон Штрауссенбург происходил из знатного рода трансильванских саксов. Сын евангелического священника. После окончания евангелической гимназии в Германштадте и юридического училища в 1878 году поступил добровольцем в австро-венгерскую армию. В 1887 году окончил Академию Генштаба, затем находился на различных командных должностях в Генштабе. В 1912 году был назначен командиром пехотной дивизии.

## Начало Первой мировой войны
Его дивизия с началом боевых действий отличилась в боях при Комарове. В сентябре 1914 года он был назначен командующим 3-м армейским корпусом. В конце 1914 — начале 1915 годов руководил сектором фронта в районе Горлицы. В январе 1915 года он был назначен командующим специальной армейской группой, которая позднее вошла в состав 11-й германской армии под командованием Августа фон Макензена. Арц фон Штрауссенбург командовал этой группой при прорыве русского фронта в Галиции и при штурме Брест-Литовска. В 1916 году в ходе Брусиловского прорыва корпус Арц фон Штрауссенбурга понёс тяжелые потери.

## Румынская кампания
В 1916 году Румыния выступила на стороне Антанты и объявила войну Австро-Венгрии, образовался новый фронт — Румынский. Арц фон Штрауссенбург был назначен командующим 1-й армией, сосредоточенной против Румынии. В её составе было всего 10 000 человек, и сам Штрауссенбург называл себя «командующим без армии». 1-я армия Штрауссенбурга вошла в состав немецких войск под командованием фон Фалькенгайна. В августе румынские войска при поддержке русских частей начали наступление в Трансильвании. 1-я армия Штрауссенбурга приняла участие в контрнаступлении в Трансильвании; имея в своем распоряжении всего один корпус и несколько дивизий, армия Штрауссенбурга сумела оттеснить румынские войска с территории Австро-Венгрии.

## Начальник Полевого штаба

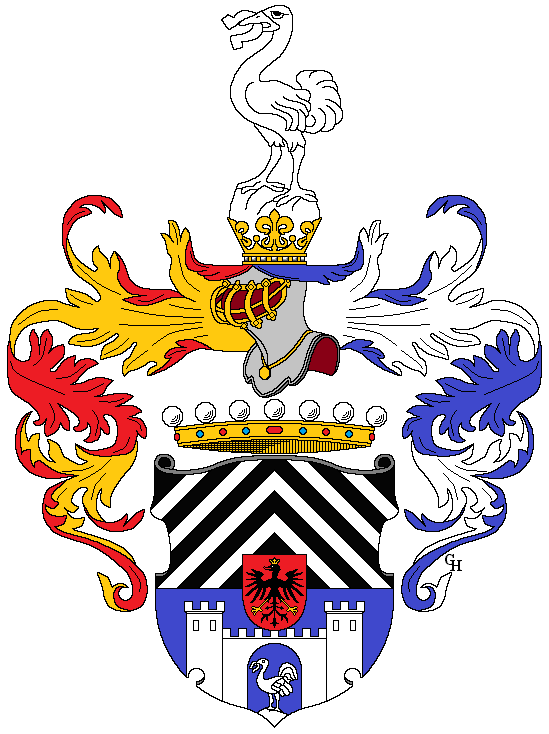
Герб барона Арца фон Штрауссенбурга.

В начале 1917 года Арц фон Штрауссенбург был назначен начальником Полевого штаба при императоре Карле I, фактически став главнокомандующим австро-венгерскими войсками. С 1917 года главным фронтом войны для Австро-Венгрии стал Итальянский. На нём произошла битва при Капоретто, в которой австро-венгерские войска разбили итальянские части. В 1918 году Арц фон Штрауссенбург, будучи в Германии, высказался за начало переговоров с союзниками. К концу 1918 года в австро-венгерской армии прошёл процесс разложения, венгерские части покинули свои позиции на фронте, и 3 ноября военные действия прекратились.

## После войны
После распада Австро-Венгрии и завершения Первой мировой войны Арц фон Штрауссенбург вышел в отставку и поселился в Вене. В 1926 году венгерское правительство назначило ему высокую пенсию, и он переехал в Будапешт. В Будапеште Штрауссенбург писал мемуары и воспоминания. Автор книг:
- «К истории Великой войны 1914—1918» (нем. Zur Geschichte des Großen Krieges 1914-1918. Aufzeichnungen; Вена — Лейпциг, 1924, 2-е издание 1969).
- «Борьба и падение империй» (нем. Kampf und Sturz der Kaiserreiche; Вена — Лейпциг, 1933).